# Heiko Klasen
Heiko Klasen (* 29. März 1969 in Berlin) ist ein deutscher Sportjournalist und Dozent.

## Leben
Klasen studierte von 1991 bis 1996 Betriebswirtschaftslehre an der FU Berlin. Seit 1997 arbeitet er als Redakteur und Sportreporter. Seine Fernsehtätigkeit begann beim Ostdeutschen Rundfunk Brandenburg (ORB). Außerdem arbeitete Klasen für das DSF (heute Sport1), Premiere (heute Sky Deutschland) und Sat.1. Für die ARD berichtete er von den Olympischen Sommerspielen 2004 in Athen als Kommentator vom Bogenschießen und Modernen Fünfkampf. 
2005 erschien im Verlag Das Neue Berlin von Birgit und Heiko Klasen 11 Freundinnen. Die Turbinen aus Potsdam, ein Buch über Frauenfußball und die Geschichte des 1. FFC Turbine Potsdam. 
Seit 2006 gehört Klasen der Sportredaktion des ZDF an. Für Das aktuelle Sportstudio berichtet er aus der Fußball-Bundesliga, außerdem von Welt- und Europameisterschaften sowie Olympischen Spielen. Von den Olympischen Sommerspielen 2020 in Tokio berichtete er für das ZDF als Kommentator vom Bogenschießen, Moderner Fünfkampf und Fußball. Bei den Olympischen Winterspielen 2022 in Peking arbeitete er als Curling Kommentator.
Seit 2011 unterrichtet Klasen als Dozent für Journalismus und Betriebswirtschaftslehre. Er begann an der DMA-Medienakademie, es folgten Lehraufträge an der Europäischen Medien- und Business-Akademie, der SRH Hochschule Berlin und der Sigmund-Freud-Privatuniversität Wien. 2020 gründete Klasen die Hauptstadtsport-Akademie. Heiko Klasen ist Gründer und Geschäftsführer der Ann K Media GmbH und berät u. a. Politiker wie Martin Pätzold und Danny Freymark im Bereich Social Media.
Klasen ist verheiratet, Vater von zwei Kindern und lebt in Berlin.